# Komló
Komló (in croato Komlov) è una città dell'Ungheria situato nella contea di Baranya, nella regione del Transdanubio Meridionale di 25.881 abitanti (dati 2009)

## Storia
Il territorio dove sorge la città è abitato fin dai tempi dell'Impero Romano, scavi archeologici hanno permesso la scoperta di una villa del II secolo. Il primo documento ufficiale è datato 1256 e si riferisce al villaggio di Villa Compleov.
Lo sviluppo della città si ebbe dopo la seconda guerra mondiale soprattutto grazie alla miniera di carbone, che chiuse nel 2000 dopo un secolo di estrazione.

## Società

### Evoluzione demografica
Secondo i dati del censimento 2001 il 93,4% degli abitanti è di etnia ungherese, il 2,0% di etnia rom.

## Amministrazione

### Gemellaggi
Komló è gemellata con:
- Éragny
- Neckartenzlingen
- Beiuș
- Valpovo
- Torrice